# Obaidullah Akhund
Mulá Obaidullah Akhund foi ministro da Defesa durante o governo Talibã no Afeganistão e mais tarde tornou-se um comandante insurgente durante a insurgência talibã contra o novo governo afegão e as forças da OTAN e dos Estados Unidos. Ele foi capturado pelas forças de segurança do Paquistão em 2007 e morreu em 2010 de uma doença cardíaca dentro de uma prisão no Paquistão.

## Talibã
Mulá Obaidullah nasceu no distrito de Panjwai da província de Candaar, no sul do Afeganistão.  Obaidullah Akhund tornou-se o ministro da Defesa do Afeganistão na década de 1990 e o segundo de três dos principais representantes para Mulá Omar, líder espiritual do movimento Talibã. Obaidullah foi visto como o homem "número três" no Talibã.  No final de 2001 ou início de 2002, Obaidullah se rendeu às tropas afegãs da Aliança do Norte, mas foi libertado como parte de uma anistia.  Foi um dos principais líderes militares em 2003, e foi nomeado para o Conselho Shura dos Mujahideen.  Abdul Latif Hakimi, que foi capturado pelo Paquistão em 2005, disse que Obaidullah era uma das duas pessoas com acesso direto a Mulá Omar, e que Obaidullah teria ordenado pessoalmente ataques insurgentes, incluindo o assassinato de um oficial de ajuda externa em março de 2005. 

## Captura e morte
Obaidullah foi capturado pelas forças de segurança paquistanesa em fevereiro de 2007 em Quetta, Paquistão.  Ele era o oficial mais graduado do Talibã capturado desde o início da Guerra no Afeganistão.  A prisão coincidiu com a visita do vice-presidente dos Estados Unidos Dick Cheney ao Afeganistão e Paquistão no final de fevereiro de 2007, mas o momento foi relatado por ser uma coincidência ao invés de uma reação à visita de Cheney. 
Obaidullah foi libertado em novembro de 2007, em troca da libertação de mais de 200 soldados paquistaneses capturados pelos talibãs. Ele seria preso novamente em fevereiro de 2008  e faleceu no dia 5 de março de 2010 de uma doença cardíaca dentro de uma prisão em Karachi, Paquistão. 